# Communauté de communes Cœur du Hurepoix
La  communauté de communes Cœur du Hurepoix  (CCCH) est une ancienne structure intercommunale française située dans le département de l’Essonne et la région Île-de-France.

## Géographie

### Situation
| Type d'occupation           | Pourcentage | Superficie (en hectares) |
| --------------------------- | ----------- | ------------------------ |
| Espace urbain construit     | 31,2 %      | 660,17                   |
| Espace urbain non construit | 9,4 %       | 199,03                   |
| Espace rural                | 59,4 %      | 1 256,50                 |
| Source : Iaurif             |             |                          |

La communauté de communes Cœur du Hurepoix était située au centre-ouest du département de l’Essonne. Son altitude variait entre trente-sept mètres à Longpont-sur-Orge et cent soixante-huit mètres à Nozay.

### Composition
La communauté de communes Cœur du Hurepoix regroupait quatre communes :
| Code Insee  | Commune           | Maire              | Nuance politique | Population |
| ----------- | ----------------- | ------------------ | ---------------- | ---------- |
| 91 3 20 347 | Longpont-sur-Orge | Delphine Antonetti | PG               | 6 646 hab. |
| 91 3 20 425 | Montlhéry         | Claude Pons        | UMP              | 6 743 hab. |
| 91 3 20 458 | Nozay             | Paul Raymond       | sans étiquette   | 4 696 hab. |
| 91 3 35 666 | Villejust         | Serge Plumerand    | DVD              | 2 218 hab. |

### Démographie
| 1968 | 1975 | 1982 | 1990 | 1999   | 2006   | 2009   |
| ---- | ---- | ---- | ---- | ------ | ------ | ------ |
| -    | -    | -    | -    | 17 449 | 19 718 | 20 303 |

### Pyramide des âges
| Hommes | Classe d’âge | Femmes |
| ------ | ------------ | ------ |
| 0,3    | 90 ans ou +  | 1,1    |
| 3,0    | 75 à 89 ans  | 5,0    |
| 10,8   | 60 à 74 ans  | 11,2   |
| 20,7   | 45 à 59 ans  | 20,2   |
| 24,3   | 30 à 44 ans  | 23,6   |
| 18,6   | 15 à 29 ans  | 18,0   |
| 22,3   | 0 à 14 ans   | 21,0   |

| Hommes | Classe d’âge | Femmes |
| ------ | ------------ | ------ |
| 0,3    | 90 ans ou +  | 0,8    |
| 4,4    | 75 à 89 ans  | 6,7    |
| 11,3   | 60 à 74 ans  | 11,9   |
| 19,9   | 45 à 59 ans  | 20,0   |
| 21,9   | 30 à 44 ans  | 21,4   |
| 20,6   | 15 à 29 ans  | 19,2   |
| 21,7   | 0 à 14 ans   | 20,0   |

## Historique
Évolution de l’ancien district de Linas-Montlhéry créé en juin 1964, la communauté de communes Cœur du Hurepoix a été constituée par arrêté du préfet de l’Essonne le 2 août 2004. 
Le 1er janvier 2013, l'intercommunalité est dissoute[pourquoi ?] et :
- Montlhéry, Nozay et Villejust intègrent la communauté d'agglomération Europ'Essonne[7] ;
- Longpont-sur-Orge rejoint la communauté d'agglomération du Val d'Orge pour [8].

## Politique communautaire

### Statut
Le regroupement communal a dès sa création pris la forme et le statut d’une communauté de communes. L’intercommunalité était enregistrée au répertoire des entreprises sous le code SIREN 249 100 587. Son activité était enregistrée sous le code APE 8411Z.

### Représentation

#### Présidents de la communauté de communes Cœur du Hurepoix
| Période                                  | Période | Identité     | Étiquette      | Qualité        |
| ---------------------------------------- | ------- | ------------ | -------------- | -------------- |
| 2004                                     | 2013    | Paul Raymond | sans étiquette | Maire de Nozay |
| Les données manquantes sont à compléter. |         |              |                |                |

#### Conseil communautaire
Le conseil communautaire comptait douze élus désignés par chaque conseil municipal des communes adhérentes, répartis en trois délégués par commune, sans contrainte de taille. Le président était assisté par deux vice-présidents et un délégué, les quatre formant le bureau communautaire.

### Compétences
La communauté de communes Cœur du Hurepoix disposait des compétences imposées par la loi, le développement économique et l’aménagement du territoire. Le conseil communautaire lui avait en plus octroyé la compétence optionnelle de gestion de la voirie.

### Finances locales
En 2008, la communauté de communes Cœur du Hurepoix disposait d’un budget de 273 483 euros.
| Postes                                             | 2007      | 2008        | 2009        | 2010        | 2011        |
| -------------------------------------------------- | --------- | ----------- | ----------- | ----------- | ----------- |
| Produits de fonctionnement                         | 919 000 € | 1 442 000 € | 1 736 000 € | 1 382 000 € | 1 548 000 € |
| Charges de fonctionnement                          | 421 000 € | 596 000 €   | 555 000 €   | 727 000 €   | 526 000 €   |
| Ressources d’investissement                        | 252 000 € | 519 000 €   | 794 000 €   | 1 475 000 € | 2 784 000 € |
| Emplois d’investissement                           | 587 000 € | 113 000 €   | 1 122 000 € | 1 919 000 € | 1 643 000 € |
| Dette                                              | 0 €       | 0 €         | 0 €         | 0 €         | 0 €         |
| Source : Ministère de l’Économie et des Finances,. |           |             |             |             |             |

### Identité visuelle
| Logotype de la communauté de communes Cœur du Hurepoix | La communauté de communes Cœur du Hurepoix s'était dotée d'un logotype. |

## Pour approfondir

## Sources
1. ↑  Fiche multicommunale d'occupation des sols en 2008 sur le site de l'Iaurif. Consulté le 16/11/2010.
2. ↑  Données démographiques communautaires sur le site de l'Insee. Consulté le 25/01/2012.
3. ↑  Pyramide des âges dans la communauté de communes Cœur du Hurepoix en 2009 sur le site de l'Insee. Consulté le 08/07/2012.
4. ↑  Pyramide des âges de l’Essonne en 2009 sur le site de l’Insee. Consulté le 07/07/2012.
5. ↑  Schéma départementale d'orientation de l'intercommunalité de 2006 sur le site de la préfecture de l'Essonne. Consulté le 22/12/2012.
6. ↑  Arrêté n°2004-228/SP2/BCL du 2 août 2004 paru au recueil des actes administratifs sur le site de la préfecture de l'Essonne. Consulté le 20/12/2012.
7. ↑  Arrêté préfectoral n°2012248-0004 du 4 septembre 2012 paru sur le recueil des actes administratifs de la préfecture de l'Essonne. Consulté le 19/12/2012.
8. ↑  Arrêté préfectoral n°2012248-0003 du 4 septembre 2012 paru sur le recueil des actes administratifs de la préfecture de l'Essonne. Consulté le 19/12/2012.
9. ↑  Fiche entreprise de la communauté de communes Cœur du Hurepoix sur le site verif.com Consulté le 23/04/2011.
10. ↑  Fiche de la communauté de communes sur le site de l'Iaurif. Consulté le 28/05/2009.
11. ↑  Fiche de la communauté de communes sur la base Aspic du ministère de l'Intérieur. Consulté le 28/05/2009.
12. ↑  Finances locales 2007 sur la base Alize du ministère des Finances. Consulté le 05/12/2012.
13. ↑  Finances locales 2008 sur la base Alize du ministère des Finances. Consulté le 05/12/2012.
14. ↑  Finances locales 2009 sur la base Alize du ministère des Finances. Consulté le 05/12/2012.
15. ↑  Finances locales 2010 sur la base Alize du ministère des Finances. Consulté le 05/12/2012.
16. ↑  Finances locales 2011 sur la base Alize du ministère des Finances. Consulté le 05/12/2012.